# Madeleine Haoua
Madeleine Haoua, née le 20 mars 1971 à Ngaoubela dans la région de l'Adamaoua au Cameroun, est une femme politique camerounaise.
Elle est enseignante, militante du SDF.

## Formation et carrière professionnelle
Titulaire d’un DEA en  botanique et écologie de l’université de Yaoundé (2007), et conduit actuellement un PhD dans le même domaine. Elle a été enseignante et maîtresse d’internat.

## Parcours politique
Madeleine Haoua est militante du SDF. Elle est active dans sa localité? Elle devient sénatrice en 2013.

## Activités Sportives
Madeleine Haoua est médaillée d’Or de Handball à l’OSSUC, et à Forever Living Product.